# Simpang Lancang
Simpang Lancang is een bestuurslaag in het regentschap Bener Meriah van de provincie Atjeh, Indonesië. Simpang Lancang telt 389 inwoners (volkstelling 2010).